# Гроденский, Григорий Павлович
Григорий Павлович Гроденский (1904—1978) — советский редактор детской литературы, автор научно-популярных книг.
Родился в семье ремесленника. Учился в Ленинградском университете. С 1925 работал воспитателем, методистом, учителем биологии. С 1929 сотрудничал в детских и юношеских изданиях Ленинграда и Москвы с очерками и заметками на научно-популярные темы.
С началом войны призван в армию, был рядовым бойцом-снайпером на Ленинградском фронте (уничтожил 11 немецких солдат), затем литсотрудник газеты «Красноармейское слово» 201-й стрелковой Гатчинской дивизии (в звании лейтенанта). Награждён медалью «За оборону Ленинграда» (1943), Орденом Красной звезды (1945).
После войны — редактор Ленинградского отделения Детгиза. Многие годы был другом семьи Виталия Бианки.

## Книги
- 1300 ударников урожая (Опыт пионерского лагеря Выборгского района). Л.: Молодая гвардия, 1932
- Единственный в мире (Заповедник камней). Л.: Главная редакция геологоразведочной и геодезической литературы, 1934 (об Ильменском минералогическом заповеднике)
- Сокровища Ильмен. Очерки. Челябгиз, 1936
- По Ильменскому заповеднику, 1951
- Советские субтропики, 1953 (в соавторстве с Г. И. Родионенко)
- Виталий Бианки. Критико-биографический очерк, 1954; исправленное и дополненное издание: 1966
- Внеклассное чтение по биологии. М.: Изд-во АПН РСФСР, 1957
- Удивительные будни искусственной реки, 1960 (о путешествии по каналу Волга-Дон)
- Уральская кладовая, 1962 (дополненное издание книги «По Ильменскому заповеднику»)
- Е. Чарушин. Критико-биографический очерк, 1962
- По родным просторам, 1963
- А разве голубые дороги бывают? Разговор о Волго-Балте, 1971; переработанное и дополненное издание: 1982

## Публикации
- Научная сказка // Вопросы детской литературы. 1952. — М.; Л., 1953. — С. 66-85
- Переписка с В. Бианки (1941—1942) // Бианки В. Лихолетье. — СПб., 2005.